# SK Obilić Kruševac
Sport klub Obilić bio je srbijanski nogometni klub iz Kruševca. 
Godine 1919. Đački klub mijenja ime u Sport klub Obilić. Natjecao se 1921./22. i 1922./23. u Jeličkoj župi Beogradskog loptačkog podsaveza. Potom prestaje biti član Beogradskog loptačkog podsaveza te prestaje s radom.